# آنوسیمنا
آنوسیمنا (به لاتین: Anosimena) یک منطقهٔ مسکونی در ماداگاسکار است که در منابه واقع شده‌است. آنوسیمنا ۶٬۰۰۰ نفر جمعیت دارد و ۵۱ متر بالاتر از سطح دریا واقع شده‌است.